# Dogtown
Dogtown ist die von den Einwohnern von Venice (Los Angeles, Kalifornien) so genannte Gegend um das ehemalige Pacific Ocean Park Pier. Es wird oft auch von dem „Ghetto am Meer“ im Zusammenhang mit Dogtown gesprochen, weil die Kriminalitätsrate sehr hoch ist.

## Geschichte
Nachdem der Pacific Ocean Park, ein bekannter Vergnügungspark von Venice in den 1960er Jahren schließen musste, blieben Überreste aus Stahl und Beton zurück und öffneten somit jungen Surfern/Wellenreitern einen eigenen Treffpunkt. Vom Pier landeinwärts liegt Dogtown, ein kleines Viertel, welches das Ende der bekannten Route 66 markiert und besonders bekannt für seine hohe Kriminalität und verarmten Einwohner war. Es war genau der Gegensatz zum gehobeneren Santa Monica nebenan und wurde daher allgemein gemieden. Differenzen auf Rassen- bzw. Kulturbasis zwischen Latinos, Punks, Surfern/Wellenreitern, Künstlern, Afro-Amerikanern und Weißen waren an der Tagesordnung und formten dadurch auch eine Mentalität. 
In Dogtown wurde unter anderem das heutige Skateboarden von Athleten wie Stacy Peralta, Tony Alva und Jay Adams entscheidend mitbeeinflusst. Der zu dem Zeitpunkt totgesagte Sport fand hier eine Wiederauferstehung in der Ästhetik, wie sie auch noch heute zu finden ist und praktiziert wird. Daher ist Dogtown auch ein zentrales Thema im Dokumentarfilm Dogtown and Z-Boys von 2001 sowie dem Spielfilm Lords of Dogtown aus dem Jahr 2005. Ebenfalls berühmt ist das inoffizielle Logo von Dogtown, dem Kreuz, das aus dem horizontal geschriebenen Wort „DOG“ und dem vertikal geschriebenen Wort „TOWN“ besteht.

## Namensgebung
Skip Engblom, ehemaliger Inhaber des Zephyr Surf Shops beschrieb die Entstehung des Namens folgendermaßen (Zitat & genaue Übersetzung aus dem Dokumentarfilm Dogtown and Z-Boys):
It was August, the dog days, it was hot, I was drunk (…), I went to Craig (Stecyk) ‚Hey, this is really one of the dog days!‘ and he went ‚Yeah, this is really a dog town!‘ and I went ‚Yeah, this is really is a dog town!‘ and he said ‚You know we live in dogtown!‘ (…)
„Es war August, die Hundstage, es war heiß, ich war betrunken (…), ich ging rüber zu Craig (Stecyk) (und sagte) ‚Hey Craig, das ist wirklich einer dieser Hundstage!‘ und er antwortete ‚Ja, das ist wirklich ein Hundsstädtchen!‘ woraufhin ich sagte 'Ja, das ist wirklich ein Hundsstädtchen!' und er antwortete ‚Weißt du eigentlich, dass wir in Hundsstadt (Dogtown) leben?‘ (…)“
Dogtown ist kein offizieller, sondern ein Spitzname von Ansässigen der Gegend, der zwar heute noch Gebrauch findet, jedoch urkundlich nie erwähnt wurde.